# الدوري الهولندي الدرجة الثانية 1967–68
الدوري الهولندي الدرجة الثانية 1967–68 (بالهولندية: Tweede divisie 1967/68)‏ هو موسم من الدوري الهولندي الدرجة الثانية. فاز فيه نادي  فاخينغين ‏.